# Natacha Kudritskaya
 (décembre 2023).
Si vous disposez d'ouvrages ou d'articles de référence ou si vous connaissez des sites web de qualité traitant du thème abordé ici, merci de compléter l'article en donnant les références utiles à sa vérifiabilité et en les liant à la section « Notes et références ».
Natacha Kudritskaya, née en 1983, est une pianiste ukrainienne.

## Biographie
Elle commença l'étude du piano à l'école de musique de Lysenko à Kiev. En 2000, elle remporta le concours Rachmaninov des jeunes pianistes à Novgorod en Russie. Après plusieurs tournées aux États-Unis et en Europe, elle entra au Conservatoire national supérieur de musique de Paris en 2003, étudiant avec Jacques Rouvier puis avec Alain Planès. Elle a obtenu son diplôme de l'académie nationale musicale Tchaïkovski de Kiev en juin 2006, et donne depuis de nombreux concerts, en soliste ou en musique de chambre avec des artistes comme Daniel Rowland, Ivry Gitlis, Adam Laloum en France et en Europe.
En 2012, elle enregistre son premier disque consacré à Rameau pour la collection 1001 Notes.
En 2022, elle s'installe à Marseille.

## Enregistrements
- 2010 : Rameau Berio Ravel sur label CNSMDP
- 2012 : Rameau Suites en Ré et en La sur label 1001 notes[4]
- 2015 : Nocturnes[5] Debussy Satie Decaux Fauré Ravel chez DG

## N&R
1. ↑  Jean-Baptiste Urbain, « Natacha Kudritskaya : "Il fallait absolument se mobiliser, dépasser la sidération" », sur France Musique, 4 mars 2022 (consulté le 27 janvier 2025)
2. ↑  « Une journée avec Natacha Kudritskaya - Elle », sur elle.fr, 20 juin 2014 (consulté le 27 janvier 2025)
3. ↑  « Chalon-sur-Saône/Ukraine. De Kiev à Chalon, l'histoire de Natacha Kudritskaya, devenue concertiste », sur www.lejsl.com, 26 février 2022 (consulté le 27 janvier 2025)
4. ↑  « Centre de musique de chambre de Paris | Natacha Kudritskaya », sur Centre de musique de chambre de Paris (consulté le 27 janvier 2025)
5. ↑  Agnès Simon, « Les nuits françaises de Natacha Kudritskaya », sur ResMusica, 7 décembre 2015 (consulté le 27 janvier 2025)